# 26e Match des étoiles de la Ligue nationale de hockey
Match précédent Match suivant
Le 26e Match des étoiles de la Ligue nationale de hockey fut tenu le 30 janvier 1973 dans le domicile des Rangers de New York, le Madison Square Garden. La conférence de l'Est remporta ce match par la marque de 5 à 4 aux dépens de la conférence de l'Ouest.Pour la première fois de l'histoire de la LNH le joueur nommé l'étoile de la rencontre se voit recevoir une voiture comme prix. L'étoile de la rencontre fut Greg Polis des Penguins de Pittsburgh qui marqua deux buts dans la défaite des siens. L'entraîneur de l'Est Tom Johnson devient la septième personne à prendre part au Match des étoiles en tant qu'entraîneur après y avoir participé en tant que joueur. En accordant un but à 0:55 du début de la deuxième période, le gardien Gilles Villemure voyait son record du plus long temps de jeu sans accorder un but s'arrêter à 79 minutes et 21 secondes.

## Effectif

### Conférence de l'Est
- Entraîneur-chef : Tom Johnson ; Bruins de Boston.

Gardiens de buts
- 01 Eddie Giacomin ; Rangers de New York.
- 30 Gilles Villemure ; Rangers de New York.

Défenseurs :
- 02 Brad Park ; Rangers de New York.
- 03 Gary Bergman ; Red Wings de Détroit.
- 04 Bobby Orr ; Bruins de Boston.
- 05 Guy Lapointe ; Canadiens de Montréal.
- 18 Serge Savard ; Canadiens de Montréal.
- 20 Dallas Smith ; Bruins de Boston.

Attaquants :
- 06 Richard Martin, AG ; Sabres de Buffalo.
- 07 Phil Esposito, C ; Bruins de Boston.
- 08 Ken Hodge, AD ; Bruins de Boston.
- 09 Bobby Schmautz, AD ; Canucks de Vancouver.
- 12 Yvan Cournoyer, AD ; Canadiens de Montréal.
- 14 Dave Keon, C ; Maple Leafs de Toronto.
- 15 René Robert, AD ; Sabres de Buffalo.
- 17 Ed Westfall, AD ; Islanders de New York.
- 19 Jean Ratelle, C ; Rangers de New York.
- 21 Paul Henderson, AG ; Maple Leafs de Toronto.
- 25 Jacques Lemaire, C ; Canadiens de Montréal.
- 27 Frank Mahovlich, AG ; Canadiens de Montréal.

### Conférence de l'Ouest
- Entraîneur-chef : Billy Reay ; Black Hawks de Chicago.

Gardiens de buts :
- 01 Tony Esposito ; Black Hawks de Chicago.
- 30 Rogatien Vachon ; Kings de Los Angeles.

Défenseurs :
- 02 Bill White ; Black Hawks de Chicago.
- 03 Terry Harper ; Kings de Los Angeles.
- 04 Gilles Marotte ; Kings de Los Angeles.
- 05 Barry Gibbs ; North Stars du Minnesota.
- 06 Barclay Plager ; Blues de Saint-Louis.
- 14 Randy Manery ; Flames d'Atlanta.

Attaquants
- 07 Pit Martin, C ; Black Hawks de Chicago.
- 08 Jim Pappin, AD ; Black Hawks de Chicago.
- 09 Garry Unger, C ; Blues de Saint-Louis.
- 10 Dennis Hull, AG ; Black Hawks de Chicago.
- 11 Jean-Paul Parisé, AG ; North Stars du Minnesota.
- 12 Gary Dornhoefer, AD ; Flyers de Philadelphie.
- 16 Bobby Clarke, C ; Flyers de Philadelphie.
- 16 Lowell MacDonald, AD ; Penguins de Pittsburgh.
- 18 Bob Berry, AG ; Kings de Los Angeles.
- 21 Stan Mikita, C ; Black Hawks de Chicago.
- 22 Greg Polis, AG ; Penguins de Pittsburgh.
- 23 Joey Johnston, AG ; Seals de la Californie.

## Feuille de match
| No                                                                 | Score            | Équipe           | Buteur (Passeur(s))            | Temps            |                  |
| Première période                                                   | Première période | Première période | Première période               | Première période | Première période |
| ------------------------------------------------------------------ | ---------------- | ---------------- | ------------------------------ | ---------------- | ---------------- |
| Aucun but                                                          |                  |                  |                                |                  |                  |
| Pénalité : Orr (Est) trébuché 11:11 ; Bergman (Est) trébuché 14:52 |                  |                  |                                |                  |                  |
| Deuxième période                                                   |                  |                  |                                |                  |                  |
| 1                                                                  | 1-0              | Ouest            | Polis (Clarke - McDonald)      | 0:55             |                  |
| 2                                                                  | 1-1              | Est              | Robert (Park)                  | 13:55            |                  |
| 3                                                                  | 1-2              | Est              | Mahovlich                      | 16:27            |                  |
| 4                                                                  | 1-3              | Est              | Henderson (Esposito - Hodge)   | 19:12            |                  |
| 5                                                                  | 2-3              | Ouest            | P. Martin (Hull - Pappin)      | 19:29            |                  |
| Pénalité : Hodge (Est) trébuché 6:26                               |                  |                  |                                |                  |                  |
| Troisième période                                                  |                  |                  |                                |                  |                  |
| 6                                                                  | 2-4              | Est              | Lemaire (Mahovlich - Lapointe) | 3:19             |                  |
| 7                                                                  | 3-4              | Ouest            | Polis (Harper)                 | 4:27             |                  |
| 8                                                                  | 4-4              | Ouest            | Harper (Mikita)                | 9:27             |                  |
| 9                                                                  | 4-5              | Est              | Schmautz (Savard)              | 13:59            |                  |
| Pénalité : White (Ouest) retenu 10:03                              |                  |                  |                                |                  |                  |

Gardiens :
- Est : Villemure (29:16), Giacomin (30:44, est entré à 9:16 de la 2e période).
- Ouest : Esposito (29:16), Vachon (30:02, est entré à 9:16 de la 2e période).

Tirs au but :
- Est (30) 08 - 10 - 12
- Ouest (34) 16 - 09 - 09

Arbitres : Lloyd Gilmour
Juges de ligne : Neil Armstrong, John D'Amico